# Équipe de Pologne féminine de rugby à sept
L'équipe de Pologne féminine de rugby à sept est l'équipe qui représente la Pologne dans les principales compétitions internationales de rugby à sept.

## Histoire

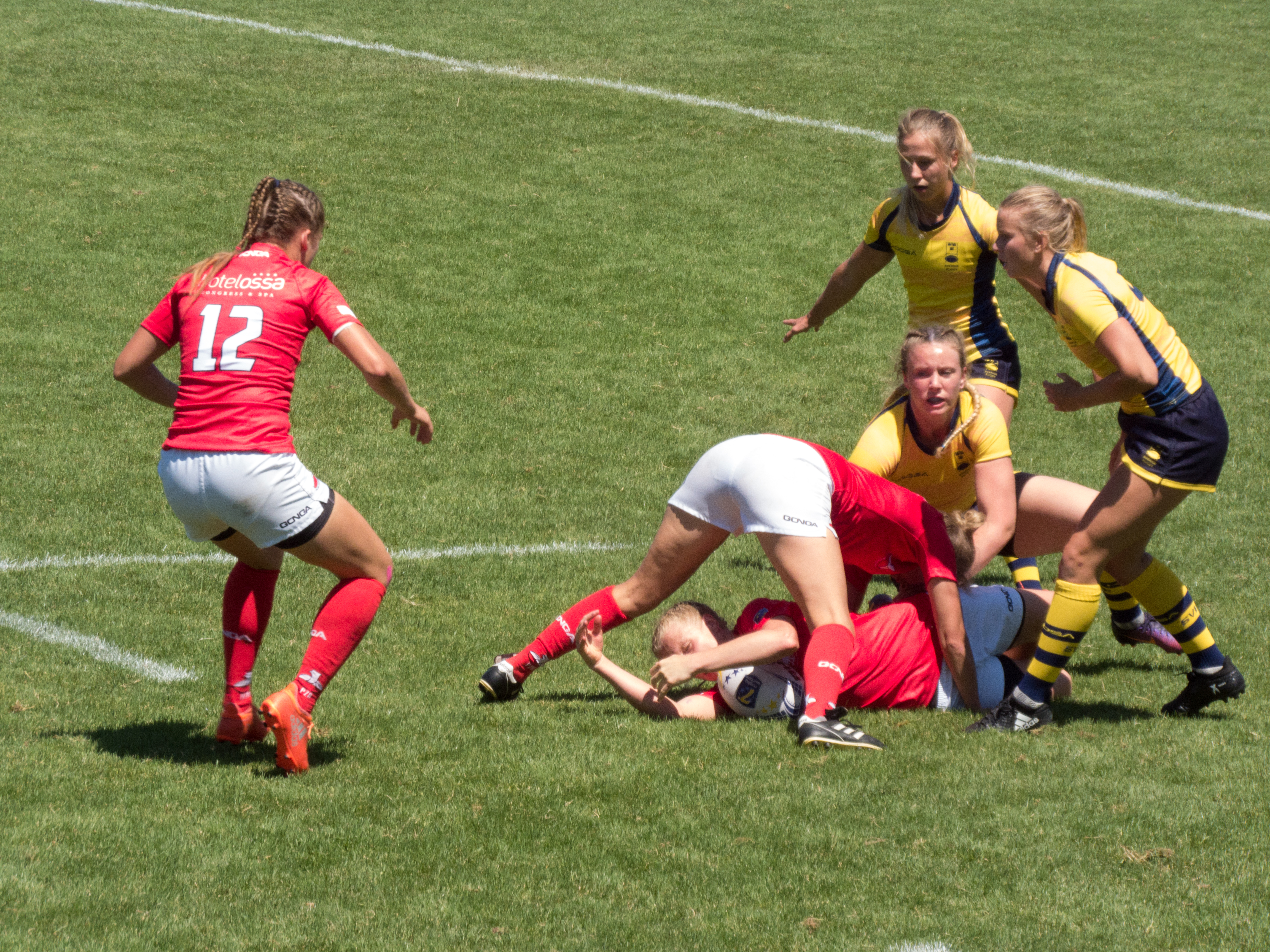
Les Polonaises (en rouge ci-contre) disputent le tournoi de Malemort, dans le cadre des Grand Prix Series 2017.

Bien qu'elle ne remporte aucune des étapes, l'équipe féminine de Pologne se classe à la 2e place de l'édition 2021 du championnat d'Europe.
Quelques mois plus tard, les Polonaises participent en tant qu'équipe invitée au tournoi de Malaga, dans le cadre de la saison 2022 des Sevens World Series.
L'équipe est finaliste des Jeux européens de 2023 qui se tiennent à Cracovie, ce qui lui permet de participer au tournoi de repêchage qualificatif pour les Jeux olympiques d'été de 2024.